# Fandango

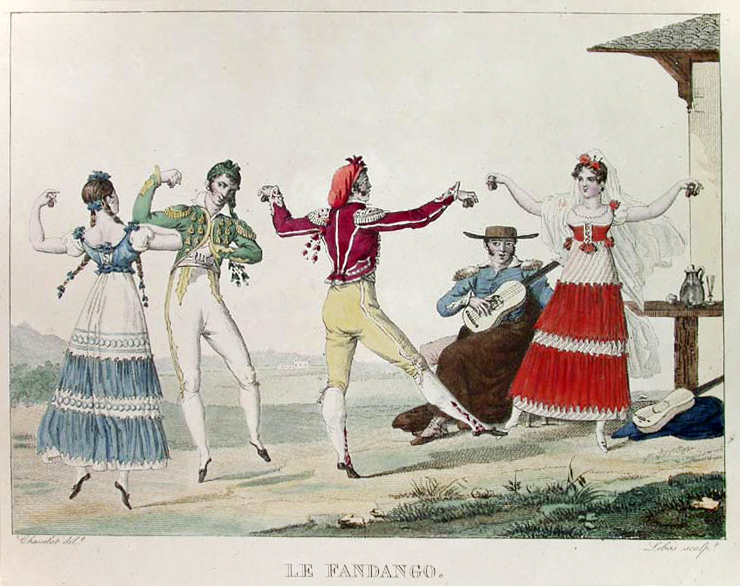
Pierre Chasselat (1753-1814): Fandango táncosok

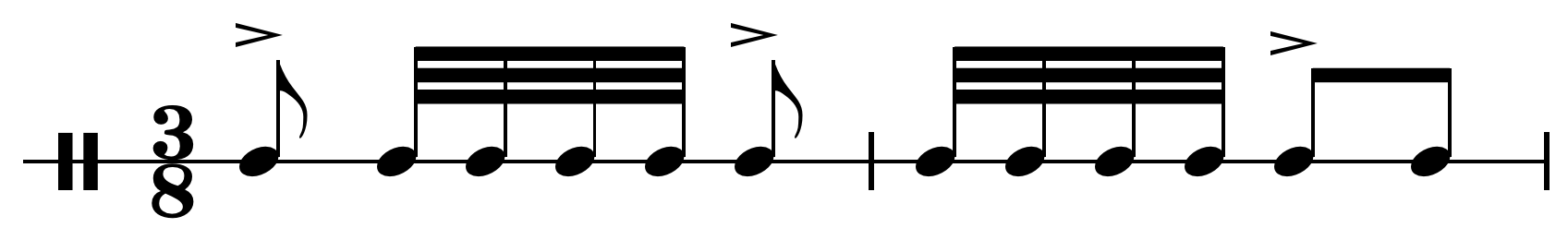
Ritmuskép

A fandango egy régi spanyol nemzeti tánc- és zeneforma. A dalok 3/4 vagy 6/8 üteműek, általában moll hangnemben. Gitáron, citerával, mandolinnal vagy más húros hangszeren adják elő. A tánc többnyire páros, és kasztanyetta csattogtatása emeli ki a ritmust.
A balett szótár szerint a tánc dél-amerikai eredetű mimikus szerelmi tánc, és az utcán járták csoportosan.
A mozdulatokhoz szerelmi gesztusok és arckifejezések társultak és egyre szenvedélyesebben táncoltak, majd a tetőponton elhallgatott a hangszeres kíséret és a táncospár megmerevedett, majd a zene újra megszólalásakor a tánc az eksztázisig fokozódott. Egymás kezét a táncosok csak a befejezéskor érinthették meg.
A fandango átterjedt dél-olasz- és dél-franciaországra is. Gluck és Mozart zenéjében is megjelent.